# Pedrosa de la Vega
Pedrosa de la Vega è un comune spagnolo di 376 abitanti situato nella comunità autonoma di Castiglia e León.
Nel suo territorio si trova il sito archeologico della villa romana di La Olmeda.